# 徐千雅
徐千雅（1981年2月13日—），黑龙江人，中国大陆女歌手，曾演唱过《彩云之南》《坐上火车去拉萨》等歌曲。她曾于2019年1月参加央视元旦晚会并演唱《天耀中华》。